# بيونيك كوماندو (لعبة فيديو 2009)
بيونيك كوماندو (بالإنجليزية: Bionic Commando) ، هي لعبة فيديو إلكترونية من نوع أككشن ومنصات ، أنتجت سنة 2009م من قبل شركة غريم السويدية ، ونشرها شركة كابكوم اليابانية ، وتعمل لأنظمة ويندوز وبلاي ستيشن 3 وإكس بوكس 360.